# Дьёмрё
Дьёмрё (венг. Gyömrő) — город в центральной части Венгрии, в медье Пешт. Население — 13 904 человека (2001).

## История
Первые письменные упоминания о населённом пункте относятся к 1274 году. 3 июля 1705 года Ференц Ракоци выступил со своей армией к границе Дьёмрё. В 1732 году земля была приобретена семьёй Телеки, после чего начался период восстановления. В 1882 году через Дьёмрё прошла вновь построенная железнодорожная линия Будапешт—Сольнок—Уйшаш.
Статус города Дьёмрё получил в 2001 году.
В 2011 году городской совет Дьёмрё принял решение изменить название площади Свободы (венг. Szabadság tér) на «Площадь Хорти» (венг. Horthy tér). Предложение по изменению названия поступило от представителя партии венгерской радикальной националистической партии. Решение городского совета встретило обширную критику Венгрии из-за связей Хорти с нацистской Германией и его ответственности за дискриминацию и преследование венгерских евреев и цыган. 6 января 2012 года был организован референдум по решению городского совета, но требуемая минимальная явка не была достигнута.

## Население
| Год  | Численность | Численность |
| ---- | ----------- | ----------- |
| 2013 | 16 466      | [ 5 ]       |
| 2014 | 16 763      | [ 6 ]       |
| 2018 | 18 301      | [ 7 ]       |
| 2021 | 20 010      | [ 8 ]       |
| 2022 | 20 231      | [ 9 ]       |
| 2023 | 20 216      | [ 10 ]      |
| 2024 | 20 332      | [ 1 ]       |

По данным переписи 2011 года, в городе проживали 15 756 жителей, 96,23 % из которых этнические венгры. Конфессиональный состав населения: римско-католическая церковь — 28,71 %, реформатские церкви — 13,18 %, лютеране — 1,68 %, атеисты — 1,58 %, греко-католическая церковь — 1,01 %, жители без религии 18,62 %. Для 35,02 % жителей конфессиональная принадлежность не установлена.

## Города-побратимы
- Mýtne Ludany[вд], Словакия

## Достопримечательности
- Вид с высоты
- Кальвинистская церковь
- Римско-католическая церковь
- Начальная школа им. Шандора Вёрёша
- Артезианская скважина 1926 года